# Christian Schack Mortensen
Christian Schack Mortensen, eller blot Christian Schack (14. april 1901 i Århus – 27. juli 1958 i Århus) var en dansk bryder i fjervægt. Christian Schack dyrkede brydning på eliteplan i perioden fra 1924 til 1934.
Christian Schack deltog ved Sommer-OL 1932 i Los Angeles, hvor han tabte sine to indledende kampe i fribrydning og blev slået i første runde af græsk-romersk brydning og udgik herefter med en skade.
Hans registrerede resultater var:
1924: Jyske mesterskaber – 2. plads 

1925: Jyske mesterskaber – 2. plads 

1927: Jyske mesterskaber – 1. plads 

1927: Danske mesterskaber – 2. plads 

1928: Jyske mesterskaber – 2. plads 

1929: Jyske mesterskaber – 1. plads 

1929: Danske mesterskaber – 1. plads 

1930: Jyske mesterskaber – 1. plads 

1931: Jyske mesterskaber – 1. plads 

1931: Danske mesterskaber – 1. plads 

1933: Jyske mesterskaber – 1. plads 

1933: Danske mesterskaber – 1. plads 

1934: Jyske mesterskaber – 1. plads 

1934: Danske mesterskaber – 2. plads